# Muricella bengalensis
Muricella bengalensis är en korallart som beskrevs av Thomson och Henderson 1906. Muricella bengalensis ingår i släktet Muricella och familjen Acanthogorgiidae. Inga underarter finns listade i Catalogue of Life.